# Mesocomys trabalae
Mesocomys trabalae is een vliesvleugelig insect uit de familie Eupelmidae. De wetenschappelijke naam is voor het eerst geldig gepubliceerd in 2009 door Yao, Yang & Zhao.